# Marotrao Sambashio Kannamwar
Marotrao Sambashio Kannamwar (* 10. Januar 1900 in Distrikt Chanda, Britisch-Indien; † 25. November 1963 in Bombay) war ein indischer Politiker des Indischen Nationalkongresses (INC), der unter anderem zwischen 1962 und 1963 Chief Minister von Maharashtra war.

## Leben
Kannamwar wurde 1957 als Kandidat des Indischen Nationalkongresses (INC) zunächst zum Mitglied der Legislativversammlung des Bundesstaats Bombay gewählt und vertrat dort den Wahlkreis Saoli. Nach der Gründung des Bundesstaates Maharashtra am 1. Mai 1960 wurde er Mitglied der Legislativversammlung von Maharashtra und gehörte dieser als Vertreter des Wahlkreises Saoli bis zu seinem Tode am 25. November 1963 an. Am 19. November 1962 löste er Yeshwantrao Balwantrao Chavan als Chief Minister von Maharashtra ab und bekleidete dieses Amt bis zu seinem Tode am 25. November 1963, woraufhin der bisherige Minister für Steuereinnahmen Vasantrao Phulsing Naik am 5. Dezember 1963 sein Nachfolger wurde.